# Station Les Lacs
Station Les Lacs is een spoorweghalte in de Franse gemeente Saint-Aubin-des-Landes. Zij wordt bediend door treinen van het netwerk TER Bretagne op het traject Brest - Laval.